# Hannah e le sue sorelle
Hannah e le sue sorelle (Hannah and Her Sisters) è un film del 1986 scritto, diretto e interpretato da Woody Allen.
È stato presentato fuori concorso al 39º Festival di Cannes.
Il cast del film comprende numerose stelle di Hollywood oltre ad Allen: Michael Caine, Carrie Fisher, Maureen O'Sullivan, Lloyd Nolan, Max von Sydow e Julie Kavner. Daniel Stern, Richard Jenkins, Lewis Black, Joanna Gleason, John Turturro e Julia Louis-Dreyfus recitano tutti in ruoli minori, come anche Tony Roberts e Sam Waterston, che fanno delle apparizioni non accreditate. Molti dei bambini della Farrow, compresa Soon-Yi Previn, hanno delle particine durante la scena della festa del Giorno del Ringraziamento.
Il film è uno dei più grandi successi al botteghino di Allen.

## Trama
Hannah è un'attrice di successo sposata con Elliot. La routine di coppia spinge Elliot a guardarsi in giro e a scoprire quanto trovi stimolante e bella Lee, una delle due sorelle di Hannah. Lee vive da un anno con uno scontroso artista, Frederick. Trovando la relazione con Frederick non più stimolante dal punto di vista sessuale e intellettuale, la ragazza cede alle lusinghe e alla corte di Elliot. La relazione clandestina tra i due prosegue per diversi mesi, fino a quando Elliot s'accorge di quanto sia ancora innamorato della moglie Hannah e torna da lei.
Mickey, ex marito di Hannah, è tremendamente ipocondriaco e tormentato dall'idea d'avere un male incurabile. Dopo un check-up medico completo, che attesta il suo perfetto stato di salute, cade preda d'una crisi esistenziale e si tuffa, senza trovarvi conforto, nella religione, provando a convertirsi prima al cattolicesimo, poi agli Hare Krishna. Quando poi finisce per caso in un cinema dove stanno proiettando La guerra lampo dei Fratelli Marx, scopre il vero significato della vita: spassarsela finché dura. La ritrovata stabilità lo porta a frequentare Holly, un'altra sorella di Hannah, con cui questa volta entra subito in sintonia: la sposerà, generando poi un figlio.
Holly è un'attrice senza successo, frustrata dal successo di Hannah nella vita e nel lavoro. Prova allora a mettere su un'azienda di catering in società con l'amica April, con la quale però entra in competizione per un uomo che piace a entrambe e che vede Holly uscire sconfitta per l'ennesima volta. Decide quindi di provare a fare la scrittrice. Dopo avere scritto una bozza del libro ispirandosi alla storia di Hannah ed Elliot, scrive una storia ispirata alla sua vita, che finalmente trova il successo sperato.

## Accoglienza

### Incassi
Hannah e le sue sorelle debuttò il 7 febbraio 1986 in 54 cinema, dove incassò ben 1,265,826 $ (23,441 $ per sala) nel primo weekend di programmazione. Quando in seguito fu distribuito in altri 761 cinema il 14 marzo, gli incassi calarono a 2,707,966 $ (3,809 $ per sala). Alla fine, con un incasso complessivo di 40,084,041 $, divenne uno dei più grandi successi di Woody Allen.

### Critica e riconoscimenti
Hannah e le sue sorelle ricevette sette nomination agli Oscar, inclusa quella di miglior film. La sceneggiatura originale scritta da Allen venne premiata con un Oscar, e Caine e la Wiest vinsero entrambi l'Oscar come migliori attori non protagonisti.
In Francia, il film fu candidato per il Premio César come miglior film straniero.
Il film fu ben accolto dalla critica in generale, e alcuni critici si spinsero fino a dire che questo era il miglior film che Allen avesse mai fatto.
Ad oggi è considerato unanimemente uno dei capolavori del regista.

## Distribuzione
Il film venne distribuito nelle sale cinematografiche a partire dal 7 febbraio 1986.

## Riconoscimenti
- 1987 - Premio Oscar
  - Miglior attore non protagonista a Michael Caine
  - Miglior attrice non protagonista a Dianne Wiest
  - Migliore sceneggiatura originale a Woody Allen
  - Candidatura Miglior film a Robert Greenhut
  - Candidatura Migliore regia a Woody Allen
  - Candidatura Migliore scenografia a Stuart Wurztel e Carol Joffe
  - Candidatura Miglior montaggio a Susan E. Morse
- 1987 - Golden Globe
  - Miglior film commedia o musicale
  - Candidatura Migliore regia a Woody Allen
  - Candidatura Miglior attore non protagonista a Michael Caine
  - Candidatura Miglior attrice non protagonista a Dianne Wiest
  - Candidatura Migliore sceneggiatura a Woody Allen
- 1987 - British Academy Film Awards
  - Migliore regia a Woody Allen
  - Migliore sceneggiatura originale a Woody Allen
  - Candidatura Miglior film a Robert Greenhut
  - Candidatura Miglior attore protagonista a Woody Allen
  - Candidatura Miglior attore protagonista a Michael Caine
  - Candidatura Miglior attrice protagonista a Mia Farrow
  - Candidatura Miglior attrice non protagonista a Barbara Hershey
  - Candidatura Miglior montaggio a Susan E. Morse
- 1986 - National Board of Review Award
  - Migliore regia a Woody Allen
  - Miglior attrice non protagonista a Dianne Wiest
- 1987 - Nastro d'argento
  - Candidatura Regista del miglior film straniero a Woody Allen
- 1987 - David di Donatello
  - Migliore sceneggiatura straniera a Woody Allen
  - Candidatura Migliore attore straniero a Michael Caine
- 1987 - Premio César
  - Candidatura Miglior film straniero a Woody Allen
- 1986 - Los Angeles Film Critics Association Award
  - Miglior film
  - Miglior attrice non protagonista a Dianne Wiest
  - Migliore sceneggiatura a Woody Allen
- 1986 - New York Film Critics Circle Award
  - Miglior film
  - Migliore regia a Woody Allen
  - Miglior attrice non protagonista a Dianne Wiest
- 1987 - American Comedy Award
  - Attore protagonista più divertente a Woody Allen
- 1987 - Bodil Award
  - Miglior film a Woody Allen
- 1987 - Boston Society of Film Critics Award
  - Miglior attrice non protagonista a Dianne Wiest
  - Migliore sceneggiatura a Woody Allen
- 1987 - Casting Society of America
  - Miglior casting a Juliet Taylor
- 1987 - Directors Guild of America
  - Candidatura DGA Award a Woody Allen
- 1988 - Awards of the Japanese Academy
  - Candidatura Miglior film straniero
- 1987 - French Syndicate of Cinema Critics
  - Miglior film straniero a Woody Allen
- 1987 - London Critics Circle Film Award
  - Sceneggiatore dell'anno a Woody Allen
- 1987 - National Society of Film Critics Award
  - Miglior attrice non protagonista a Dianne Wiest
  - Candidatura Miglior film
- 1987 - Writers Guild of America
  - WGA Award a Woody Allen